# Ран, Рудольф
Рудольф Ран (нем. Rudolf Rahn; 16 марта 1900, Ульм — 7 января 1975, Дюссельдорф, ФРГ) — немецкий дипломат, доктор философии (с 1923).

## Биография
Родился в семье нотариуса. Изучал политологию и социологию в университетах Тюбингена, Берлина и Гейдельберга.
Позже, служил атташе в военном ведомстве Имперского министерства иностранных дел Германии. В июне 1933 года вступил в НСДАП. В 1931 году был направлен в посольство Германии в Анкаре, где через три года был назначен секретарём дипломатической миссии. В 1938 году направлен в посольство в Лиссабоне.
После Французской кампании с августа 1940 года возглавлял управление радио и пропаганды в составе немецкого посольства в Париже.
В мае 1941 года стал политическим офицером в Сирии при Итальянской комиссии по перемирию и с ноября 1941 по май 1943 года занимал ту же должность под началом командующего немецкими войсками в Тунисе. В 1942 году получил ранг посла.
Убежденный нацист. С 26 июля 1943 года — имперский уполномоченный в Италии; с 9 ноября 1943 года назначен послом в Итальянской социальной республике по особому приказу Адольфа Гитлера. Руководил созданием марионеточного правительства Бенито Муссолини. Будучи послом Германии в Риме, находился в центре усилий, направленных на то, чтобы отговорить итальянского короля Виктора Эммануила III и Большой фашистский совет от заключения сепаратного мира с союзниками.
В 1944 году роль Рана резко упала из-за усиления позиций представителя Генриха Гиммлера в Италии Карла Вольфа.
В конце войны был арестован и содержался под стражей в Нюрнберге как потенциальный военный преступник, но был освобожден в 1949 году и считался денацифицированным.
После войны занимал руководящие посты в западногерманском филиале американского концерна «Кока-кола».